# Adevaldo
Adevaldo Virgílio Neto mais conhecido como Adevaldo, (Leopoldina, 16 de agosto de 1943), é um ex-futebolista brasileiro que atuava como lateral-esquerdo.

## Carreira
Adevaldo fez parte da Seleção Brasileira de Futebol que conquistou a medalha de ouro nos Jogos Pan-Americanos de 1963 e também da que se apresentou em Tóquio nos Jogos Olímpicos de 1964.